# I Want Your Soul
I Want Your Soul — синґл Арманда Ван Гельдена і третій з семи студійних альбомів, Ghettoblaster. Містить семпл «Do You Want It Right Now» від Siedah Garrett.

## Трек-лист
Австралійський CD сингл
1. «I Want Your Soul» (radio edit) — 3:15
2. «I Want Your Soul» (original) — 6:39
3. «I Want Your Soul» (TV Rock Remix) — 6:41
4. «I Want Your Soul» (Crookers Remix) — 5:01
5. «I Want Your Soul» (Hipp-E's Bonus Remix) — 1:22
6. «I Want Your Soul» (Fake Blood Remix) — 5:28

## Історія позицій у чартах
«I Want Your Soul» дебютував під номером 44 в клубному чарті ARIA, а за 5 тижнів посів третє місце. Згодом перемістився на перше місце.
| Чарт (2007)                    | Топ опзиція |
| ------------------------------ | ----------- |
| Australian ARIA Club Chart     | 1           |
| Australian ARIA Singles Chart  | 85          |
| Finnish Singles Chart          | 10          |
| Swedish Singles Chart          | 13          |
| UK Dance Chart                 | 1           |
| UK Singles Chart               | 19          |
| US Billboard Hot Dance Airplay | 3           |